# 기무라 마코토
기무라 마코토(일본어: 木村 誠, 1979년 6월 10일 ~ )는 일본의 전 축구 선수이다.

## 구단 경력
과거 가와사키 프론탈레, 몬테디오 야마가타, 츠바이겐 가나자와에서 활동하였다.